# Chiesa di San Pietro Apostolo (Carpineti)
La Chiesa di San Pietro Apostolo è una chiesa cattolica posta a Savognatica, frazione del comune di Carpineti (RE).

## Storia
La Chiesa di San Pietro di Savognatica è menzionata per la prima volta in un documento del 1248, dove è indicata col nome di "Capela di s. Petri del Savognatico". L’edificio subì un restauro nel 1593, nel 1663 il resoconto della visita pastorale di Monsignor Marliani riportò che la chiesa oltre all'altare maggiore, aveva altri due altari. Nella visita del 1677 Monsignor Bellincini raccomanda al parroco, don Mario Ibatici, di portare a termine la fabbrica della chiesa nuova, la cui conclusione si attesta intorno al 1680.

## Descrizione

### Struttura ed esterni
La pianta dell’edificio è ad unica navata, lunga e stretta, con due cappelle laterali con altrettanti altari. Il presbiterio non presenta l’abside. La struttura portante è costituita da pietra arenaria in blocchi. La navata è coperta con volte a crociera alternate a botti, presenti al di sopra della trabeazione. Le cappelle laterali presentano volte a botte. La facciata è a capanna. Sul prospetto si apre un portale architravato ed una nicchia per l'immagine del titolare, sulla facciata è presente un rosone circolare.

### Interni
La struttura di copertura non è visibile ma si presume sia in legno, il manto è costituito da coppi di laterizio. La pavimentazione interna è formata da mattonelle di cemento disposte a scacchiera rosse e chiare. Nella zona presbiteriale è presente una pavimentazione in mattonelle di graniglia.

### Elementi decorativi
Tutte le pareti presentano lesene lisce, le quali sostengono un'alta trabeazione in gesso con finitura a finto marmo di Carrara ed alternate ad archi a tutto sesto. Sono presenti decorazioni pittoriche con scene religiose e motivi vegetali sulla volta delle cappelle e quelle della navata.